# Lämmchenteich

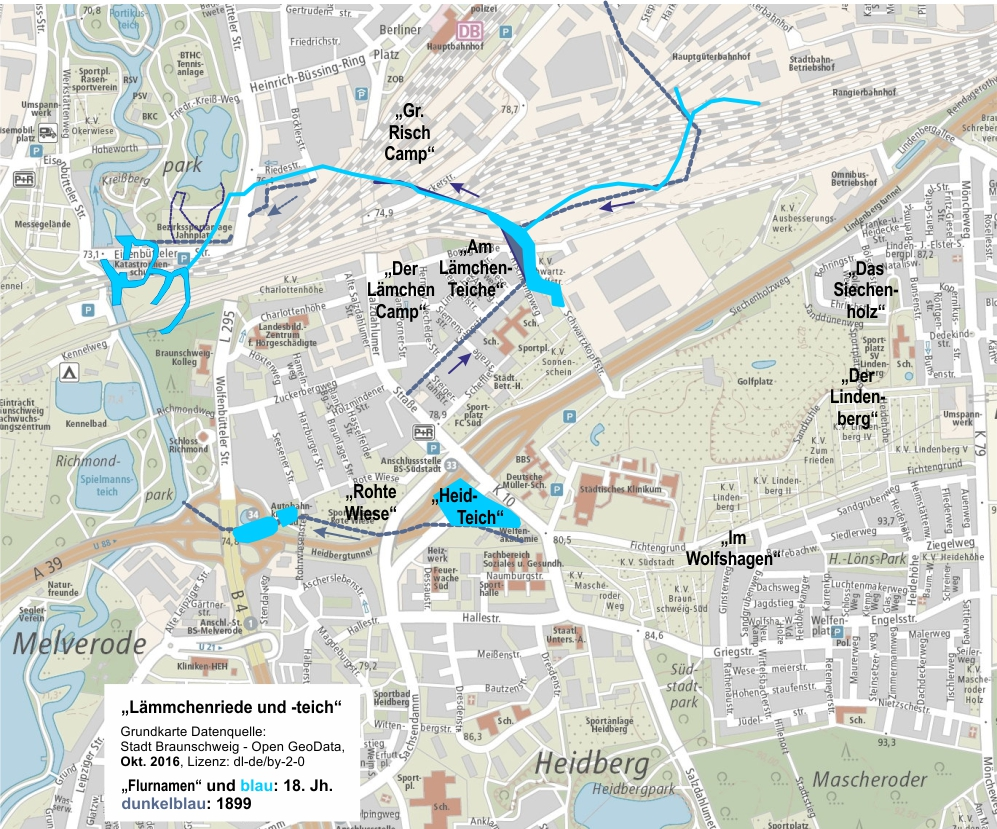
Lage von Lämmchenteich und Lämmchenriede in historischen Kartenwerken, übertragen in die aktuelle Stadtkarte Braunschweigs

Der Lämmchenteich war ein vermutlich drei Hektar großer Teich im Gebiet des Braunschweiger Stadtteils Bebelhof. Er wurde in den 1920er Jahren für die neu entstandene Eisenbahner-Siedlung gleichen Namens zugeschüttet und von den Bahntrassen überbaut. Sein Name hat nach einschlägiger wissenschaftlicher Meinung nichts mit dem Lamm zu tun, sondern ist auf die nahegelegene Wüstung Limbeck zurückzuführen. Er wurde von der Lämmchenriede durchflossen, die bei Eisenbüttel in die Oker mündete.

## Lage und Größe des Lämmchenteichs

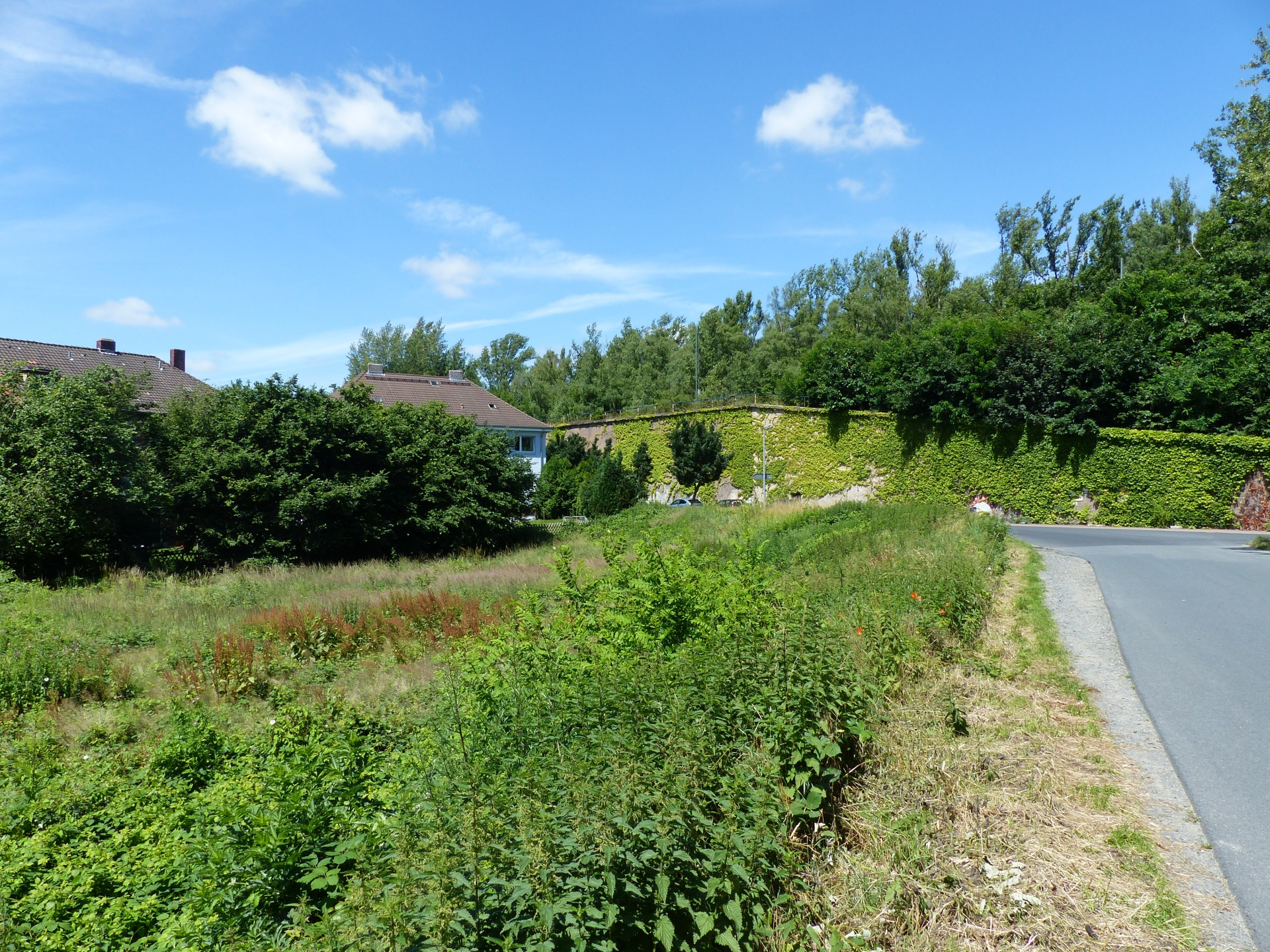
Gelände des ehemaligen Lämmchenteichs an der befestigten Aufschüttung des ehemaligen Rangierbahnhofs an der Borsigstraße, rechts die Schwartzkopffstraße (2017).

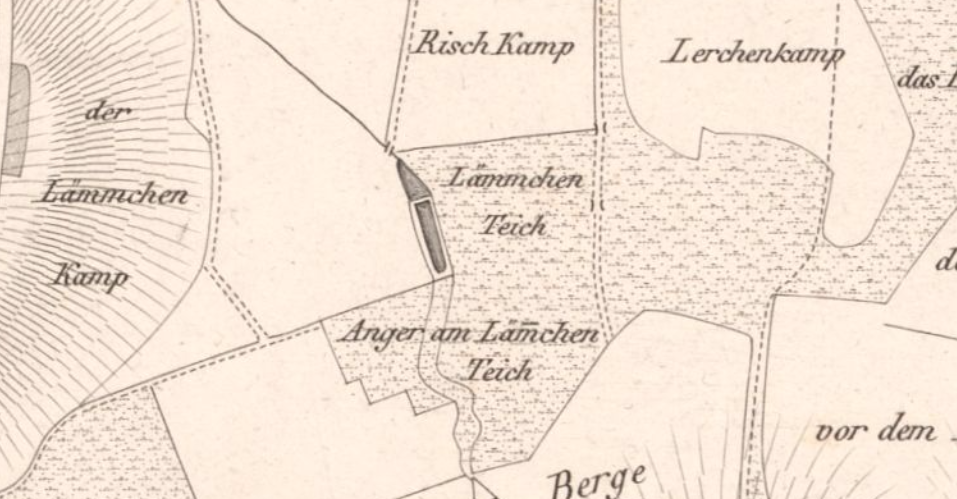
Der Teich um 1835 mit den benachbarten Fluren (Karte von Johann Karl Mare)

Der Teich lässt sich auf den historischen Karten eindeutig lokalisieren und lag zwischen der heutigen Schwartzkopffstraße und dem Rischkampweg langgestreckt in südost-nordwestliche Richtung. Seine Ausdehnung lässt sich anhand der Vermessungskarte aus dem 18. Jahrhundert auf etwa 400 Meter Länge und 70 Meter Breite schätzen, also knapp drei Hektar Fläche. Auf dem Kartenwerk von 1899 ist seine Form segmentförmig, die Länge beträgt schätzungsweise nur noch die Hälfte.
In einigen Karten weist er eine Teilung auf, die das nördliche Drittel vom Rest abtrennt.
Der Teich lag in der Senke zwischen dem westlichen Zuckerberg und dem östlichen Lindenberg, nach dem die Lindenbergsiedlung benannt ist. Er erhielt einen bereits auf älteren Karten dokumentierten Zufluss aus östlicher Richtung von den Hängen des Lindenbergs. In der Karte von 1899 knickt dieser Zufluss nach Norden zum heutigen Hauptbahnhof und damals bereits bestehenden Ostbahnhof hin ab. In dieser Karte ist ein weiterer Zufluss vom Zuckerberg verzeichnet, der entlang der heutigen Kruppstraße verläuft.
Im heutigen Gelände lässt sich der südliche Teil des Teiches in der Niederung westlich der Schwartzkopffstraße verorten, der nördliche Teil ist vollständig von den Aufschüttungen für den Rangierbahnhof überdeckt.

## Lämmchenriede

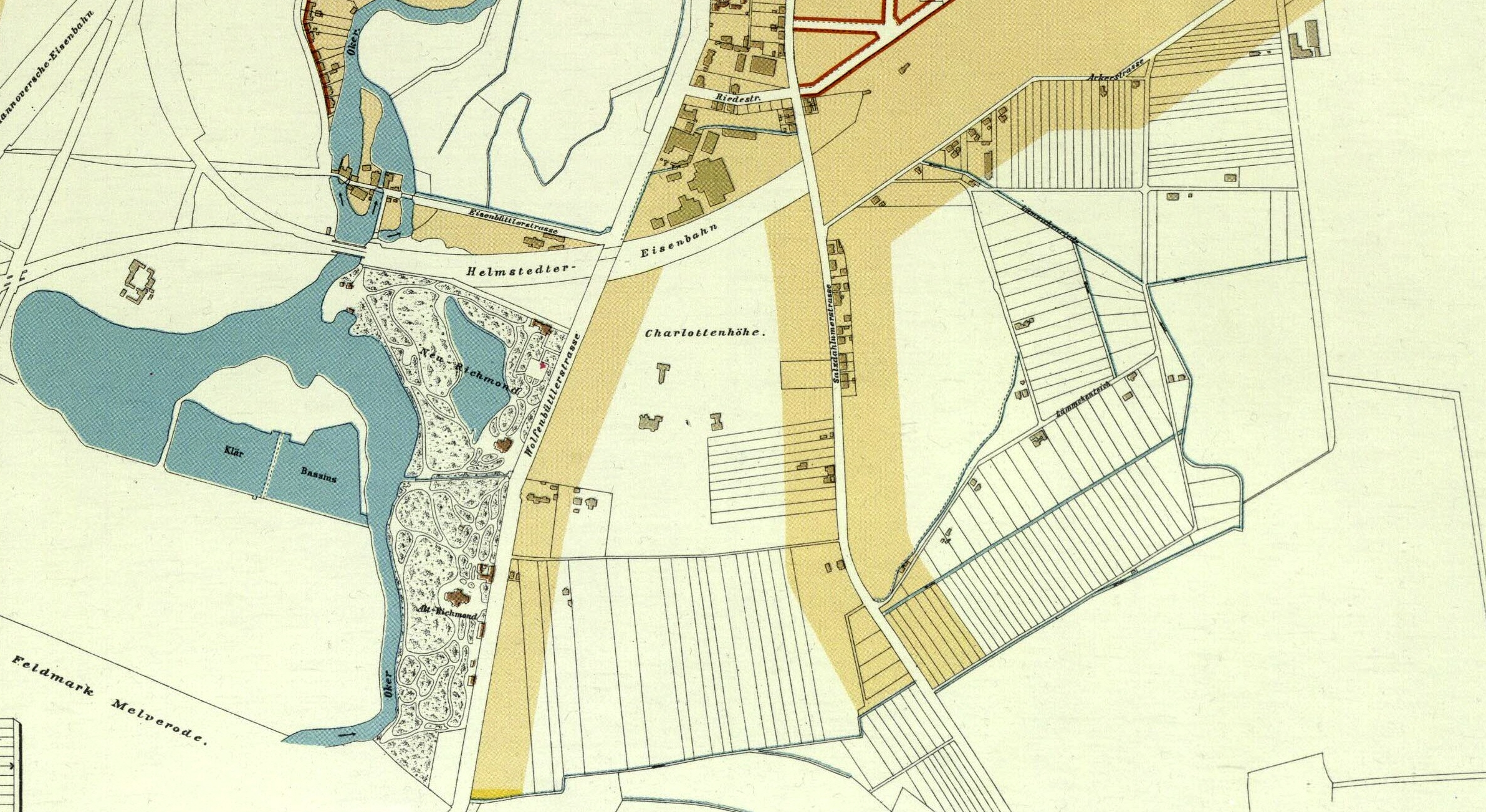
Ausschnitt aus dem Ortsbauplan Ludwig Winters südlich des späteren Hauptbahnhofs

Auf den historischen Karten sind selten die Namen von Bächen angegeben, der Name „Lämmchenriede“ (mit Doppel-m) ist auf dem Ortsbauplan von Ludwig Winter für eine Straße parallel zum Bachverlauf im Bereich des heutigen Rangierbahnhofs überliefert. Ob der Zufluss vom Lindenberg bereits so betitelt wurde, ist nicht überliefert. Es darf jedoch angenommen werden, dass der Verlauf zwischen Lämmchenteich und Eisenbüttel schon in früheren Zeiten so benannt war. Die parallel verlaufende Riedestraße ist mit Sicherheit nach dem Bach benannt.

## Wüstung Limbeck und Namensherkunft
Im Gebiet des Lämmchenteichs ist eine Wüstung überliefert, deren genauer Standort noch nicht geklärt ist. Bekannt ist nur, dass die Feldmark später in den Besitz des Ägidienklosters überging, das einen Hof Wolfshagen einrichtete.
In der Weiheurkunde der Magnikirche von 1031 lautet der Name Limbeki, später 1179 limbeke und 1220 villa Lenbeke. In der Karte aus dem 18. Jh. lautet der Name Limbeck. Ansonsten sind unter anderen die Flurnamen up dem Limbeken veldhe (1321) und im Lemkenvelde (1674) überliefert sowie die in der Karte verzeichneten Der Lämchen Camp und Am Lämchen-Teiche – jeweils mit einfachem m. Aus Limbeki wurde somit Lämchen, wobei Blume ausführt, dass der Namensteil -beki das altsächsische Wort für Bach ist und als Gattungsname -beek oder -beke häufig und auch in dieser Region anzutreffen ist (z. B. Kehrbeeke). Für die Anfangssilbe Lim- gibt es einerseits die Deutung aus lim- für glitschigen Boden. Andererseits ist es möglich, dass die Silbe aus einer Verkürzung des Wortes lintberges- entstanden ist. Letzteres würde als lintbergesbeki Lindenbergsbach bedeuten und auf seinen Herkunftsort hinweisen.
Eine ähnliche Namensherkunft wird auch für den Limbecker Platz in Essen angenommen.
Offensichtlich ist beim Übergang von Limbeck zu Lämmchen die Wortbedeutung von -beke verloren gegangen und dem Bach wurde der Gattungsname -riede angehängt. Auch dies wäre nach Blume regional typisch, führt hier jedoch durchaus zu der Vorstellung einer „bukolisch-idyllischen Frühlingsszene ...: eine Riede, an deren Ufer unschuldige Lämmchen weiden“.

## Straßennamen
Im alten Verlauf der Lämmchenriede zwischen Alter Salzdahlumer Straße (heute Böcklerstraße) und der Wolfenbütteler Straße besteht die Riedestraße, an deren Südseite 1899 noch ein Gewässerverlauf kartiert war.
Die im Ortsbauplan zum Lämmchenteich führende Straße gleichen Namens heißt heute Limbeker Straße und erinnert an die frühere Wüstung.
Der Name Lämmchenteich existiert dagegen nicht mehr.